# مسافی
مسافی (به عربی: مسافی)(به انگلیسی: Masafi) روستای کوهستانی کوچکی از توابع امارت رأس‌الخیمه از امارات هفتگانه دولت امارات متحده عربی و در شمال شرقی دولت امارات واقع شده‌است. البته روستای دیگری نیز به همین نام در نزدیگی بازار جمعه وجود که از توابع امارت فجیره است و به نام ( مسافی الفجیره ) معروف است.
این روستا در وسط رشته کوه‌های سر بفلک کشیدهٔ کوه حجر و در بطن وادی (دره) مسافی قرار دارد. راه این روستا از شهر ذَید می‌گذرد، و پس از عبور از بازار جمعه و از سربالایی تپهٔ وادی مسافی وارد روستا می‌شود. خانه‌های روستا در دو طرف وادی و روی تپه‌ای قرار دارند که منظره‌ای جالبی به خود داده‌اند. در پایهٔ کوه مملوه از درختان کوهستانی مانند: سلم، سمر، کُنار، کُور، کِرت است که برزیبایی این روستای کوهستانی افزوده‌است.

## باغ‌های مرکبات
به علت وجود آب شیرین درختان مرکبات و میوه‌های گوناگون، و باغ‌های فواکه مختلف مانند: سیب، خوخ، انار، پرتقال، نارنگی، لیمو ترش، لیمو شیرین، نارنج، بالنگ، نخل وسبزیجات، وسیفی جات کاشته می‌شود.

## جمعیت
جمعیت این روستا در حدود ۲۶۰ نفر می‌باشند، شغل عمدهٔ مردم کشاورزی و دامداری است.
در این منطقه سالیانه در ماه اوت (أغسطس) باران موسمی می‌بارد ودرختان میوه جات وباغ‌ها سیراب می‌سازد، مخصوصاً که در این ماه (اوت) منطقه از شدت گرمای زیاد برخوردار است، این باران موسمی به لهجهٔ محلی اماراتی ( امطار الروایحة ) می‌نامند. بارش باران در این موسم و در این منطقهٔ کوهستانی و در فصل گرما نقش مؤثری روی درختان فواکه وباغ‌ها دارد وبر رشد آن‌ها می‌افزاید. منطقهٔ مسافی از جاذبه‌های گردشگری خاصی برخوردارد است، مخصوصاً در فصل زمستان و بهار.

## جمعه بازار مسافی
جمعه بازار (سوق الجمعه) مسافی که در 5 کیلومتری غرب مسافی (در جاده الذید) واقع شده است، در واقع در تمام طول هفته باز است و به یک مقصد گردشگری محبوب تبدیل شده است. این بازار از تعدادی غرفه دائمی و نیمه دائمی تشکیل شده که اسباب بازی، سوغاتی، گیاهان دارویی، فرش و قالیچه، گلدان و میوه و سبزیجات می‌فروشند.  این بازار در اطراف محل فعالیت تعدادی از کشاورزان و سایر فروشندگان شکل گرفت که از وجود سرعت‌گیرها در جاده‌ها و کاهش سرعت ترافیک استفاده می‌کردند و پشت کامیون‌های خود سبزیجات و لوازم جانبی می‌فروختند. با گذشت زمان، بازار گسترش یافت و به شهرک کنونی تبدیل شد.
بخش عمده‌ای از یک طرف بازار (در گذرگاه مسافی/الذید) در 30 مه 2015 بر اثر آتش سوزی از بین رفت.